# Duxi
Duxi (kinesiska: 都希, 都希苏木) är en socken i Kina. Den ligger i den autonoma regionen Inre Mongoliet, i den norra delen av landet, omkring 660 kilometer nordost om regionhuvudstaden Hohhot.
Genomsnittlig årsnederbörd är 681 millimeter. Den regnigaste månaden är juni, med i genomsnitt 139 mm nederbörd, och den torraste är december, med 4 mm nederbörd.